# 英朝条約
1883年の英朝条約 (えいちょうじょうやく、United Kingdom–Korea Treaty of 1883) は、イギリスと朝鮮（李氏朝鮮）の代表者の間で取り交わされた条約。朝英修好通商條約（조영수호통상조약）などともいう。
この項では、前年1882年に結ばれた条約についても、併せて説明する。

## 背景
1876年、日本の艦船が江華島に近づき、首都（漢城府、後のソウル）への砲撃を威嚇したことを契機として、朝鮮は日本と日朝修好条規（江華島条約）を結んだ。この日本との条約が最初に締結されると、いくつもの西洋の国々との交渉が行われるようになった。
朝鮮の宗主国であった中国で直隷総督兼北洋通商大臣として朝鮮に関する事項を扱っていた李鴻章は、日本やロシアの介入を警戒し、独立国として朝鮮と欧米諸国との間で条約を結ばせ、同時に中国の宗主権を確認させるという形で朝鮮の独立を確保しようと画策し、イギリス公使トーマス・ウェードの支持を取り付けた。1882年には、アメリカ合衆国が朝鮮と米朝修好通商条約を結んで、外交関係を打ち立て、これがその後の西欧列強との交渉においてテンプレートとなった。同年6月には、米朝修好通商条約の内容に沿った最初の英朝条約（第一次英朝条約、ウィルズ条約）が結ばれたが、これは朝鮮とドイツとの間の条約締結と同時期のことだった。イギリス側の交渉担当者だったジョージ・ウィルズは、中国側の提案を踏まえて条約を締結したとされる。
この第一次英朝条約に対して、駐日英国大使だったハリー・パークスは、朝鮮に有利な内容であるとして強く反発し、イギリス政府に対してこれを批准しないよう主張した。イギリス政府は、パークスの提言を受け入れる形で、条約を批准前に改定する方針を固め、1883年にパークスをウェードの後任の中国公使に任じ、パークスが起草した案を基に条約の交渉が行われることとなった。こうして、11月に改めて第二次英朝条約が締結され、公使や領事の交換、領事裁判権、協定関税制、片務的最恵国待遇、開港場などについて規定された。

## 条約の規定
イギリスと朝鮮は、他の西洋諸国との条約と同様の規定を含む、多数の条項から成る条約を交渉し、合意した。
この条約に基づいて、イギリスから朝鮮には公使が派遣されることとなり、1884年にはサー・ハリー・パークス、1885年にはサー・ジョン・ウォルシャム、1892年にはサー・ニコラス・オコナー、1896年にはサー・クロード・マクドナルド、1898年にはジョン・ジョーダンが、それぞれ任命された。
この条約は、1905年の第二次日韓協約によって大韓帝国が日本の保護国になった後も有効とされ、1910年の韓国併合によって朝鮮の日本統治が始まり、ようやく失効した。
この条約の下で、イギリスは1883年から1910年まで、治外法権を認められ、朝鮮におけるイギリス臣民は、朝鮮の法廷では裁かれず、刑事裁判や民事紛争はイギリスの領事裁判所か、1900年から1910年までは「中国と朝鮮の最高裁判所 (the Supreme Court for China and Korea)」と称されていた中国と朝鮮を管轄する英国高等領事裁判所で処理された。

## 関連文献
- Kim, Chun-gil. (2005). The History of Korea. Westport, Connecticut: Greenwood Press. ISBN 9780313332968, 9780313038532; OCLC 217866287
- Korean Mission to the Conference on the Limitation of Armament, Washington, D.C., 1921-1922. (1922). Korea's Appeal to the Conference on Limitation of Armament. Washington: U.S. Government Printing Office. OCLC 12923609
- Yŏng-ho Ch'oe; William Theodore De Bary; Martina Deuchler and Peter Hacksoo Lee. (2000). Sources of Korean Tradition: From the Sixteenth to the Twentieth Centuries. New York: Columbia University Press. ISBN 9780231120302, 9780231120319; OCLC 248562016